# Juliusz Kossak
Juliusz Kossak (Nowy Wiśnicz, 29 ottobre 1824 – Cracovia, 3 febbraio 1899) è stato un pittore polacco.
È famoso per le sue opere raffiguranti scene di battaglia e cavalli. Juliusz Kossak era il padre del pittore polacco Wojciech Kossak e il nonno di Jerzy Kossak.

## Biografia
Si laureò in giurisprudenza presso l'Università di Leopoli. Il primo maestro e consigliere del giovane Kossak fu un pittore di cavalli, l'acquerellista Piotr Michałowski. Kossak, soggiornando nelle case signorili e osservando la vita dell'aristocrazia, dipingeva scene di caccia, ritratti, cavalli e scuderie. Dopo aver sposato nel 1855 Zofia Gałczyńska andò con la  moglie a Parigi, dove per cinque anni  studiò da autodidatta le collezioni dei musei. A Parigi nacquero tre figli dei Kossak: Wojciech, Tadeusz e Stefan. Il padrino di Wojciech fu il pittore Horace Vernet. Nel 1860 Kossak con la famiglia si stabilì a Varsavia nel Regno del Congresso. Successivamente, dopo un anno a Monaco di Baviera, i Kossak si trasferirono a Cracovia, dove comprarono una casa, la cosiddetta "Kossakówka". La coppia ebbe in tutto cinque figli. Vivendo a Cracovia i Kossak  mantennero relazioni con Adam Asnyk, Henryk Sienkiewicz, Stanisław Witkiewicz e Józef Chełmoński. Juliusz Kossak per il resto della sua vita  visse a Cracovia, dove morì nel 1899. È sepolto nel cimitero di Rakowice a Cracovia.

## Galleria delle opere di Juliusz Kossak
|  |  |
|  |  |
|  |  |
|  |  |